# Guillermo Mendizábal
Guillermo Mendizábal Sánchez (Cidade do México, 8 de outubro de 1954) é um ex-futebolista mexicano que atuava como meia.

## Carreira
Guillermo Mendizábal fez parte do elenco da Seleção Mexicana de Futebol, na Copa do Mundo de  1978. 